# Mladé Buky
Městys Mladé Buky (něm. Jungbuch) se nachází v okrese Trutnov, kraj Královéhradecký. Žije zde přibližně 2 300 obyvatel. Kromě řeky Úpy protékají územím městyse potoky Kalná, Zlatý potok, Luční potok a Žabí potok. Část území Mladých Buků se nachází v Krkonošském národním parku, včetně jeho první zóny v Rýchorském pralese. Nejvyšší horou Mladých Buků je Kutná – jižní vrchol (1008 m n. m.).
Městysem procházejí silnice I/14, tvořící hlavně obchvat, silnice II/296 a železniční trať Trutnov - Svoboda nad Úpou se zastávkou Mladé Buky. Mezi největší turistická a sportovní zařízení patří Skipark Mladé Buky se sjezdovkami a bobovou dráhou, golfové hřiště s hotelem Grund resort a lesní koupaliště Retropark Sejfy.

## Historie
První písemná zmínka o obci pochází z roku 1358. Název Mladé Buky pravděpodobně označoval osadu uprostřed mladého bukového lesa, který se na svazích Krkonoš původně rozléhal a jehož zbytky dodnes nalezneme v pralese na Rýchorách. Nicméně legenda praví, že obec byla založena rytířem Martinem Vitanovským již v roce 1008. Od roku 2008 si v září občané tuto legendu připomínají konáním tzv. Vitanovských slavností. Tyto slavnosti předchází soutěž v požárním útoku.
Mladé Buky jsou a vždy byly spíše průmyslovou obcí. Už na počátku průmyslové revoluce zde byla postavena první mechanická tkalcovna ve Střední Evropě, do druhé světové války tu již fungovaly čtyři textilky, ale dnes jsou v Mladých Bukách hlavně menší výrobní provozovny stavebních prvků a nábytku. Jedinou přežívající textilkou v Mladých Bukách a na Trutnovsku je firma Grund, která v Mladých Bukách funguje už od roku 1990.
Od 10. října 2006 byl obci vrácen status městyse.
V roce 2017 se měla poblíž Mladých Buků konat „Zahradní slavnost“, menší hudební festival, který měl být náhradou za Trutnov Open Air Festival, který se v tomto roce neuskutečnil. Organizátoři plánovali omezit počet návštěvníků na přibližně 3000 lidí. Plán uskutečnit festival ale narazil na odpor místního zastupitelstva, které přijalo řadu vyhlášek, které konání akce znemožnily.

## Pamětihodnosti
- Kostel svaté Kateřiny
- Socha svatého Jana Nepomuckého
- Zlaté doly ze 16. století se sejpy a mostem přes Zlatý potok, archeologické naleziště v Bártově lese
- Fara
- Kaple smíření – kaple v Bystřici, zchátralá po odsunu německého obyvatelstva a opravená a znovu vysvěcená roku 2015[6]

## Zajímavosti
- už jako vesnice měly Mladé Buky více obyvatel než sousední město Svoboda nad Úpou
- území Mladých Buků zasahuje až skoro k náměstí ve Svobodě nad Úpou
- český název Antonínovo Údolí se neujal a běžně se používá označení Sejfy (z něm. Seifen)
- když opadá listí, jsou v zaniklých Sklenářovicích nejlépe vidět pozůstatky domů

## Místní části
Městys se skládá z několika částí, samotných Mladých Buků a Kalné Vody, ležící v údolí řeky Úpy. Tyto dvě bývalé samostatné vesnice jsou stavebně propojeny nejen mezi sebou, ale i se sousedními městy Trutnov a Svoboda nad Úpou. Bez tabulí by řidič vůbec nepoznal konec a začátek mezi nimi. Další částí městyse je dříve samostatná obec Hertvíkovice, ležící v údolí Lučního potoka podél silnice I/14. Kromě Hertvíkovic byly k Mladým Bukům již po válce připojeny, po odsunu německých obyvatel vysídlené, vesnice Dolní Sejfy (označované česky Antonínovo Údolí), Bystřice a dnes již zaniklé Sklenářovice.
Mladé Buky se člení na čtyři evidenční části:
- Mladé Buky
- Hertvíkovice
- Kalná Voda
- Sklenářovice

## Galerie

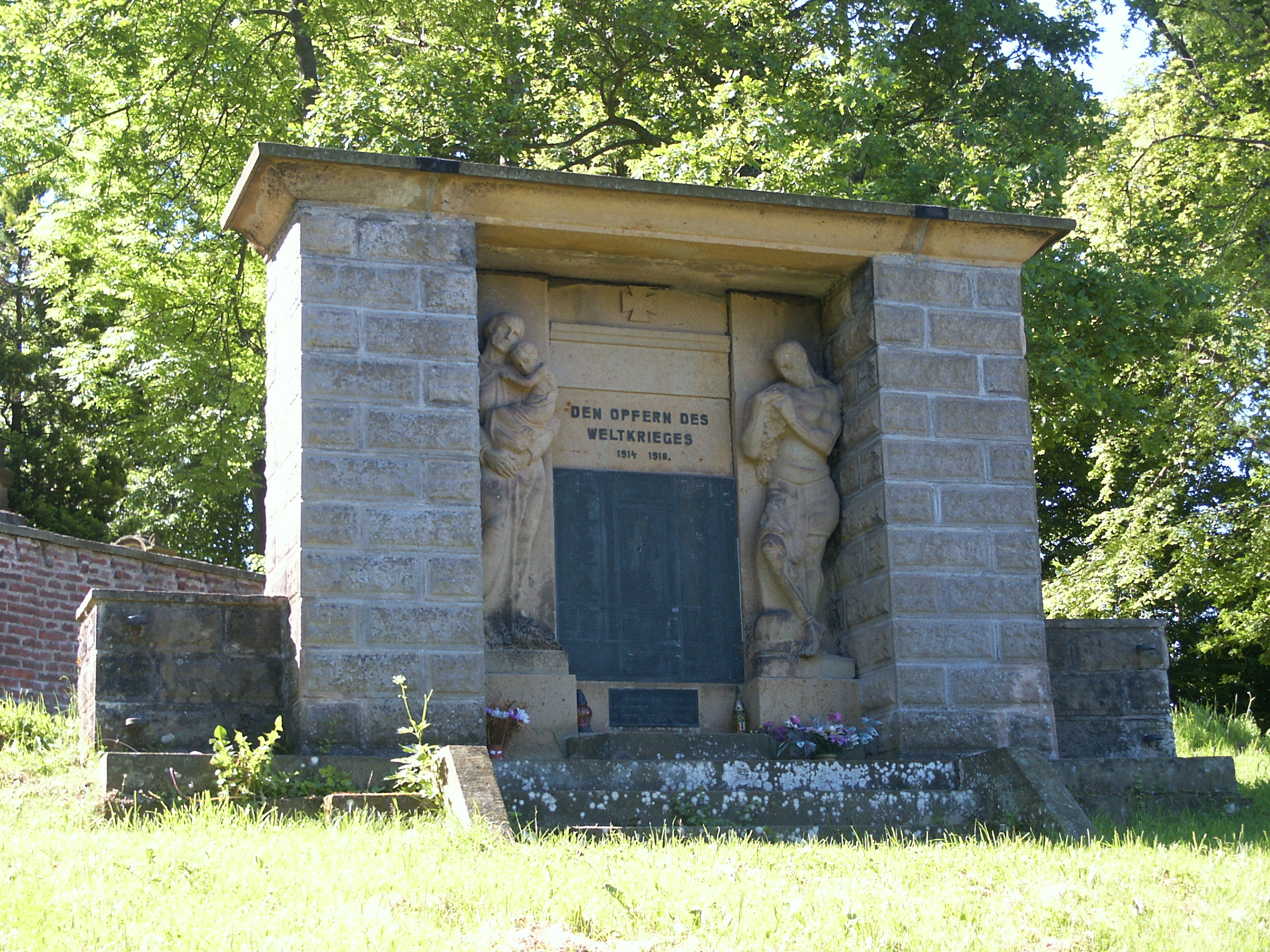
Památník obětem první světové války
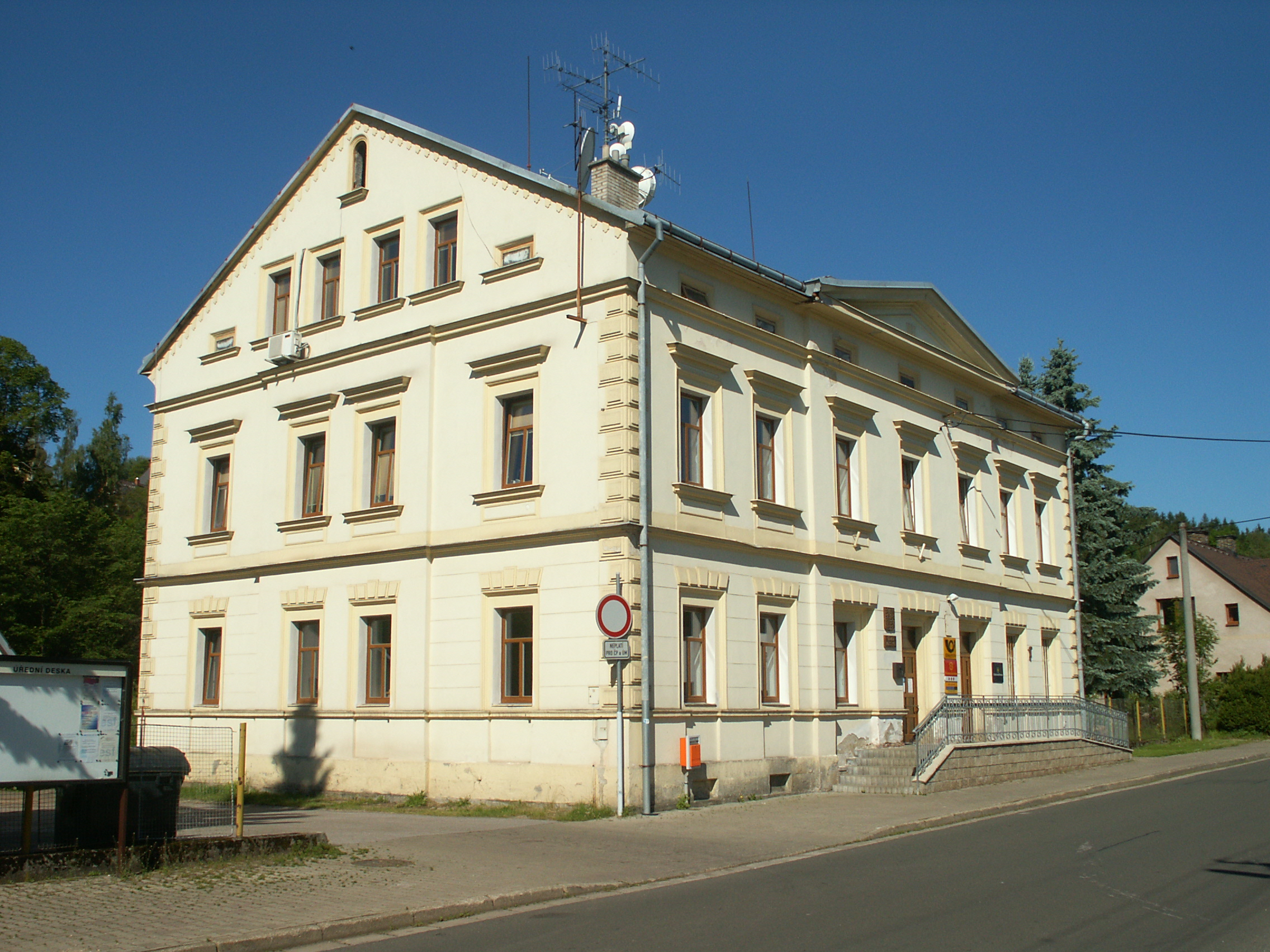
Budova pošty a obecního úřadu
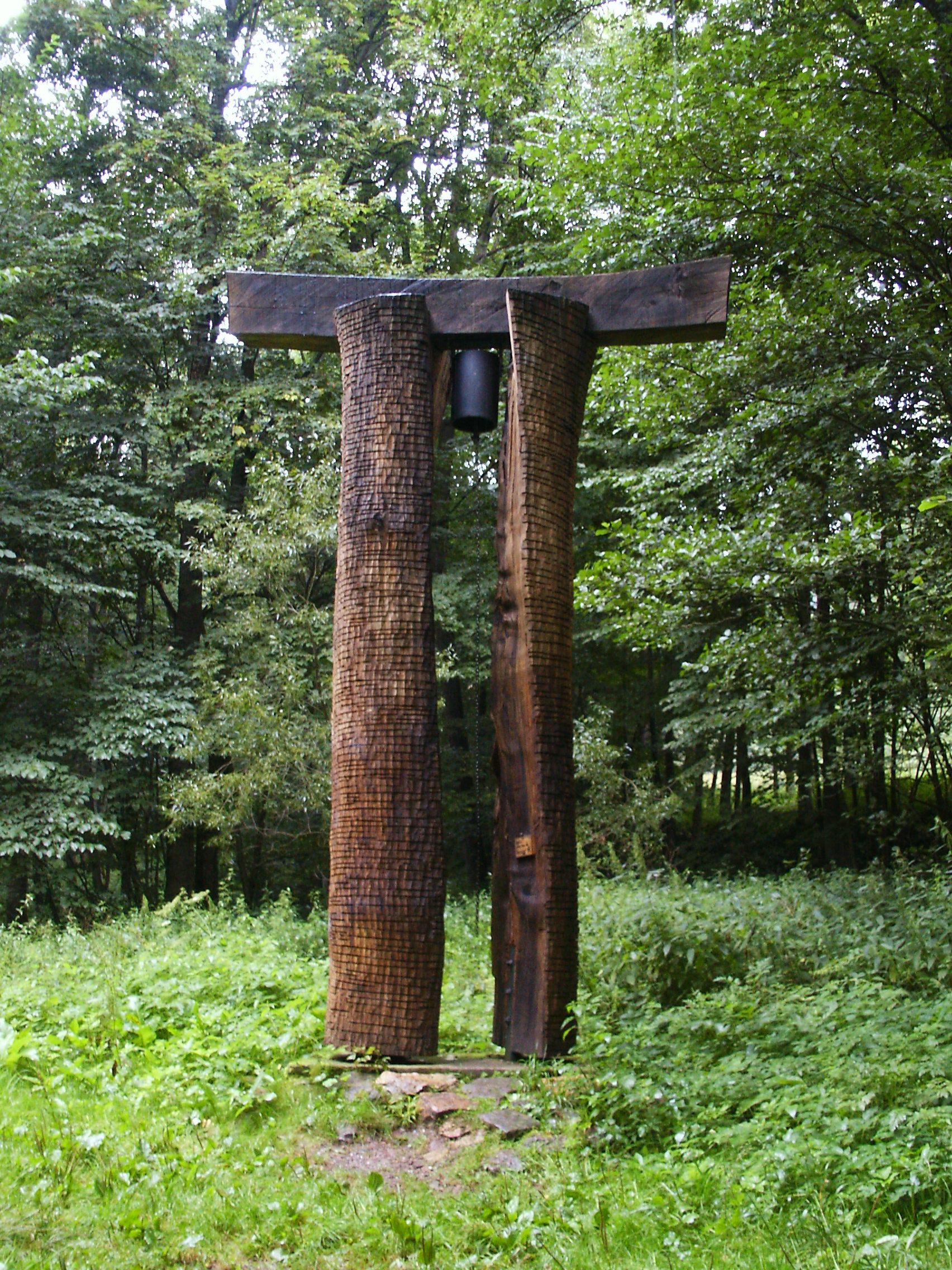
Zvonice z roku 2008 na území Sklenářovic
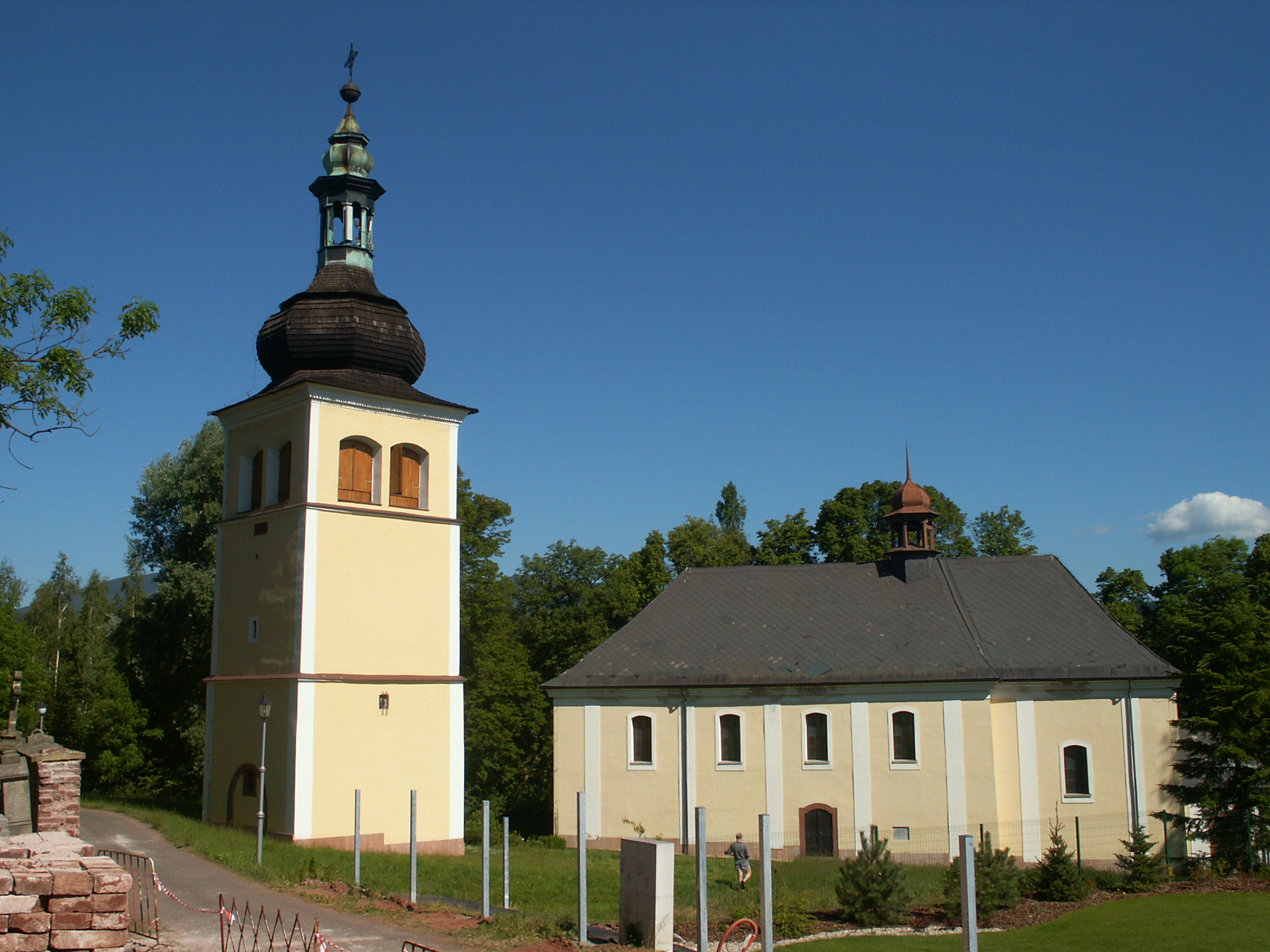
Kostel svaté Kateřiny se zvonicí
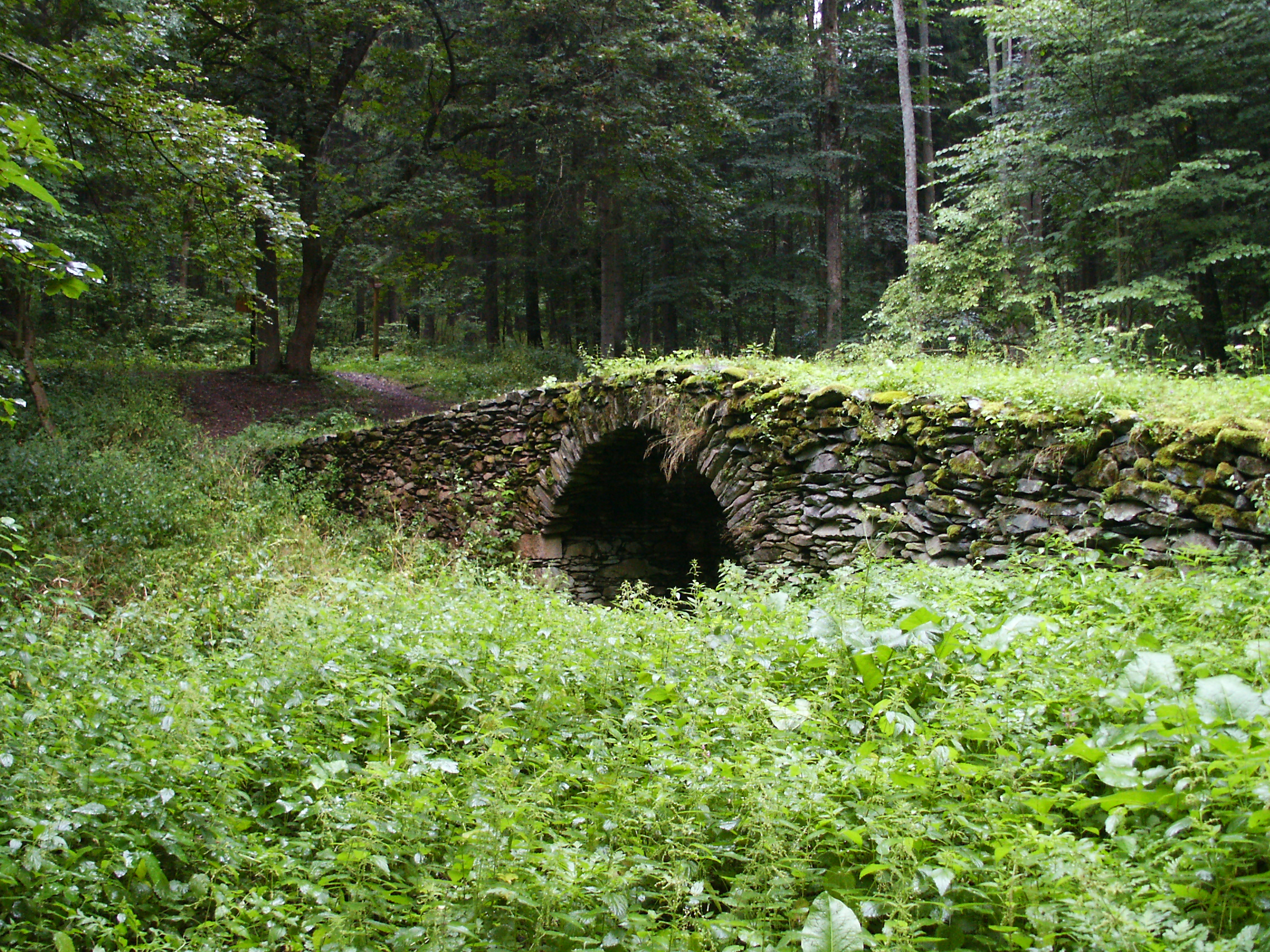
Kamenný most přes Zlatý potok
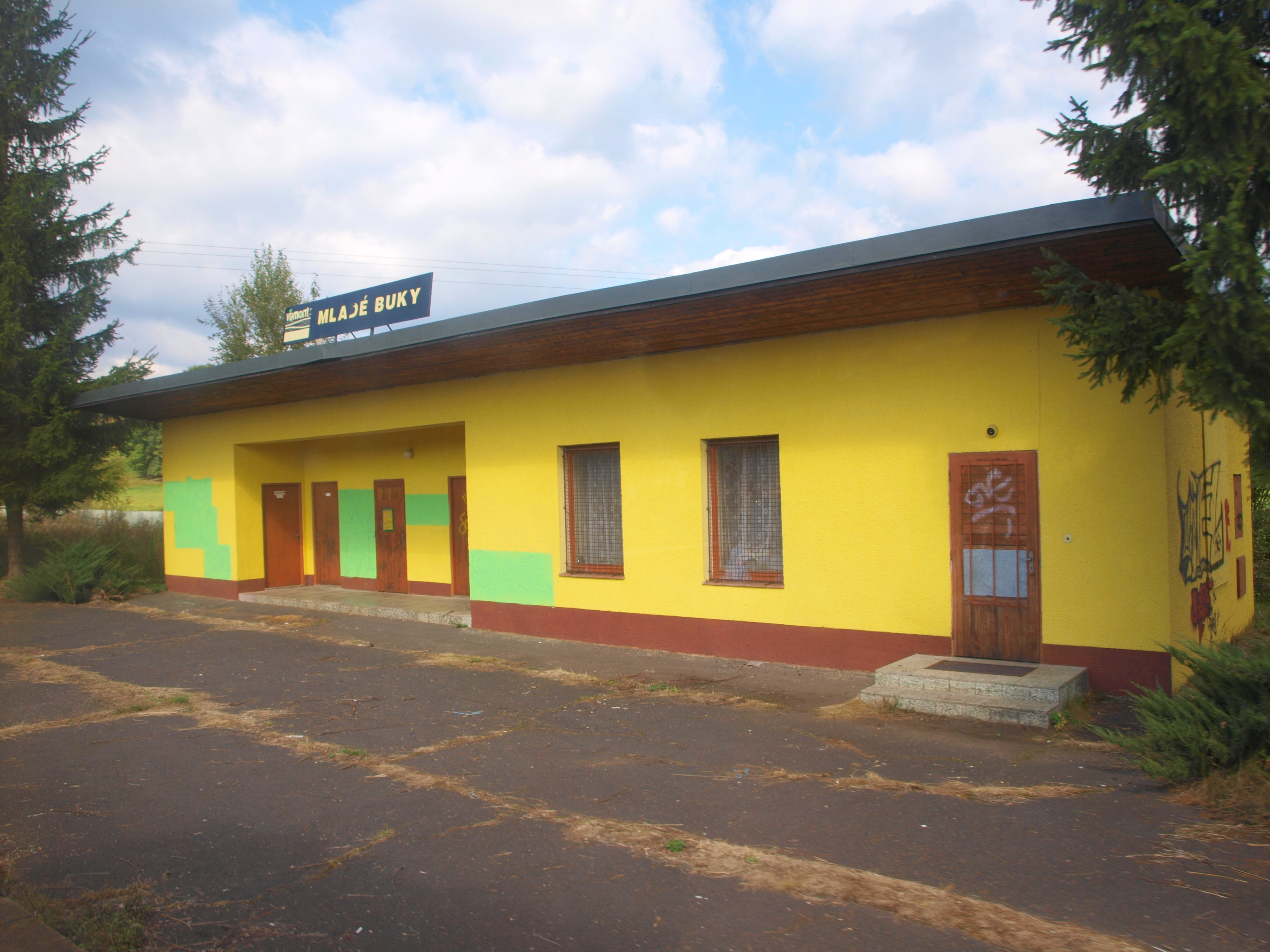
Železniční zastávka Mladé Buky